# ロマノフ帝国 (ミクロネーション)
ロマノフ帝国は現在もあるミクロネーション。2017年以前はロシア帝国と名乗っていたが、ロシアの歴史にあるロシア帝国との関係はない。

## 歴史
泡沫政党ロシア連邦君主主義党を率いるアントン・バーコフが数百万ドルでクック諸島から環礁を購入した。2011年7月20日、彼はこの地におけるロシア帝国の復活を宣言した。

## 名称
バーコフ本人はロシア帝国の後継者であると主張しているため、同じ名称となっている。しかし、ロシア政府やクック諸島政府などは認めていない。

## 元首
2014年より、ロマノフ朝の子孫でドイツのライニンゲン公を自称するカール・エミッヒを皇帝ニコライ3世として推戴。実質的な運営者のバーコフの肩書は宰相（Эрцканцлер）。

## 面積
環礁の為、面積は0.679872km²となっている。そのため、首都も環礁内にある（本人主張）のだが誰も住むことができない。しかし、世界最小国家を自称するシーランド公国(0.00055km²)や同じミクロネーションの一つであるモロッシア共和国(0.025km²)よりは大きい。

## 首都
首都はスボロフと主張しているが、前述した通り事実上存在しない。

## 経済
ロマノフ帝国は、ガンビア近海にあるアトランティス島の開発計画を発表している。2017年12月には、ICOを実施する意思を表明した。

## 外交
2018年4月時点で、ロマノフ帝国を承認する国連加盟国は存在しない。2017年12月、アントーン・バーコフはガンビアと友好・協力備忘録を締結したと発表したが、これはガンビア大統領府によって公式に否定されている。

## 地理

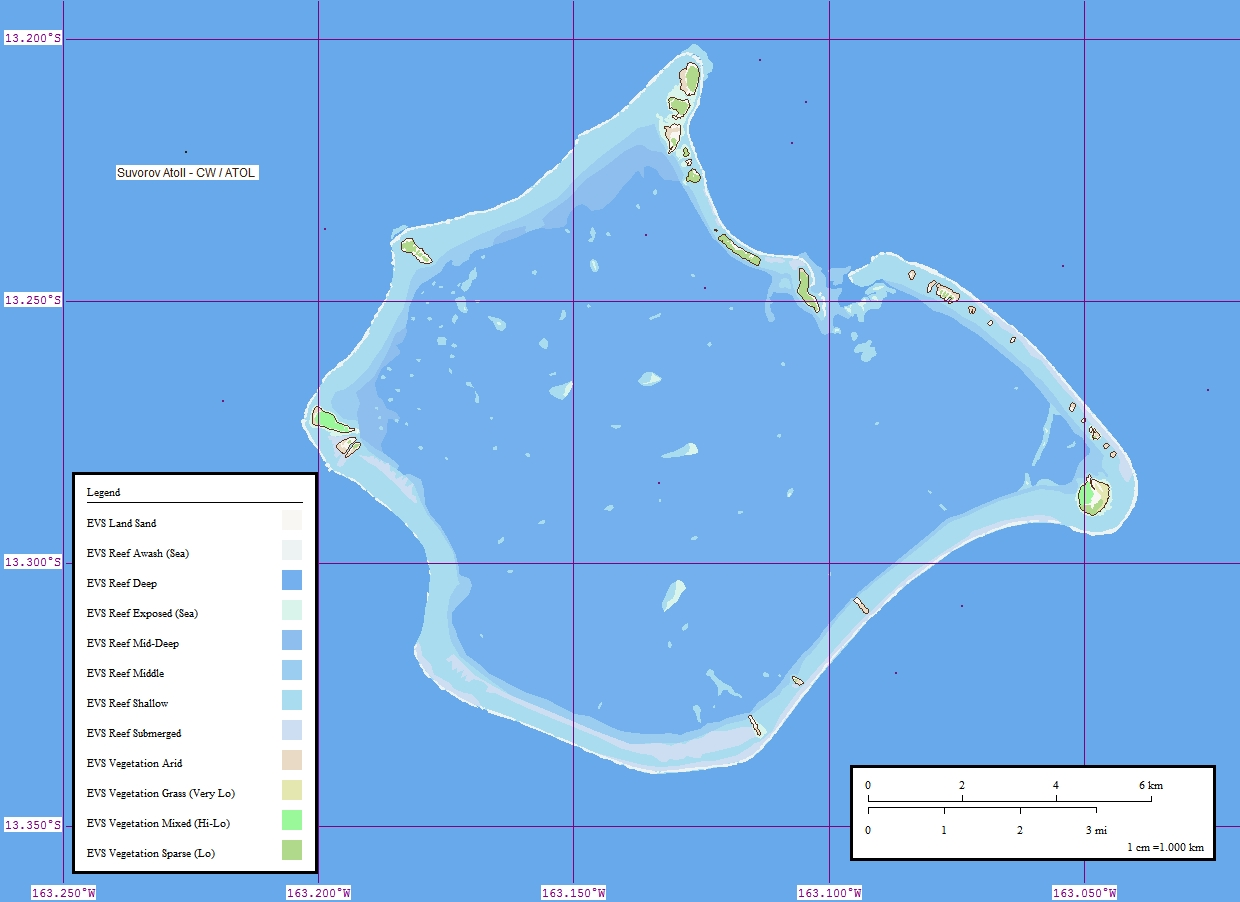
領土である環礁の地図

島国であり、一応陸地はあるものの、居住可能な土地はない。
また、サンゴの島が40程度で領土が構成されているため、土地が一つに固まっているわけでもない。

## 紋章
紋章は国旗と違い、双頭の鷲に鎌と槌を持ったものとなっている。なお、国旗はロシア海軍のものである。

## その他
実際にホームページがあり、そこで国民になれる。 ロマノフ帝国へはヘリポートや飛行場等が無いため、船でしか行けない。 通貨や放送局などは無い。